# Пирсинг соска

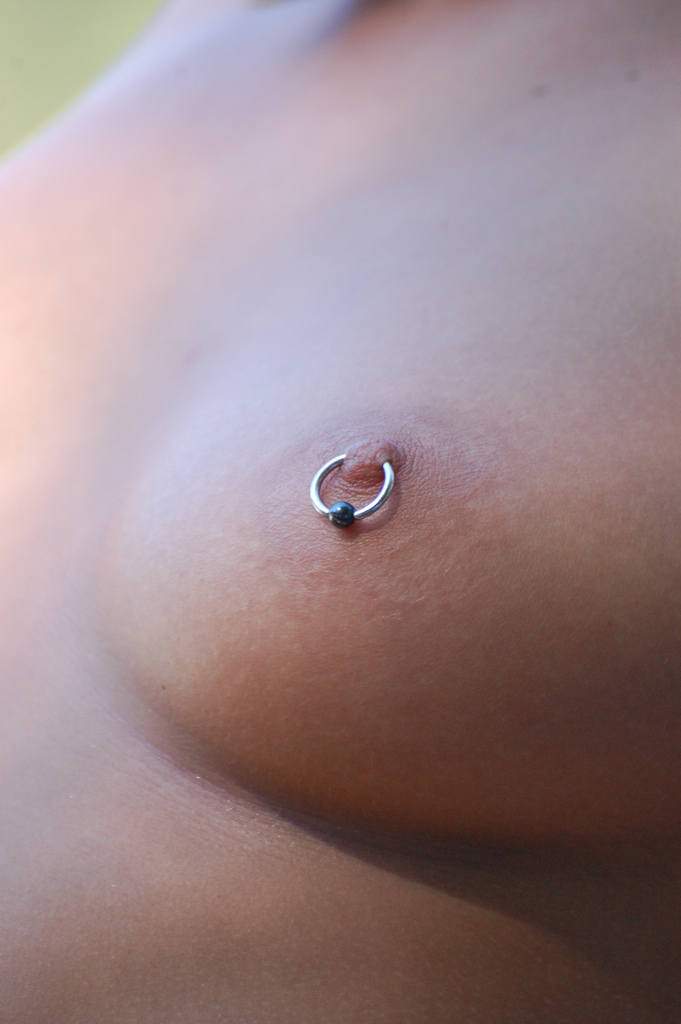
Пирсинг соска

Прокол соска — вид пирсинга туловища. Он может быть проколот под любым углом, но чаще делается горизонтально.
Обычно используют украшения от 2,4 мм в диаметре и больше — для мужчин, и 1,6 мм и больше — для женщин. Чтобы поставить кольцо, оно должно иметь большой диаметр, маленькое кольцо может стимулировать искривление, смещение или отторжение прокола.

## История
Сообщается, что мужской пирсинг сосков был сделан коренными американцами Каранкава, женский пирсинг сосков практикуется Кабилами в Алжире. В Европе он потенциально восходит к XIV веку. Антрополог Ханс Петер Дюрр прослеживает самую раннюю известную практику женского пирсинга сосков как заявление моды при дворе королевы Изабеллы Баварской (1385—1417), цитируя Эдуарда Фукса он пишет: «мода в конечном итоге привела к применению румян для свободного отображения сосков с размещением на них бриллиантовых колец или маленьких колпачков и даже прокалыванием их и пропусканием через них золотые цепочки, украшенные бриллиантами, возможно, чтобы продемонстрировать юношескую упругость груди». Однако, эти источники трудно проверить.
Пирсинг сосков вновь возник среди женщин в викторианский период приблизительно с 1890 года. Однако историк Лесли Холл отметил, что эти утверждения могут быть прослежены к нескольким письмам, опубликованным в журнале Society в течение 1899 года, которые можно рассматривать как эротические фантазии, а не описания реальной деятельности.
В конце 1970-х годов эта практика была вновь возрождена Джимом Уордом и закрепилась в гей-БДСМ и кожаных субкультурах. В течение 1980-х и начале 1990-х годов движение современных примитивистов охватило пирсинг сосков как часть форм модификации тела. Основная популярность этой практики объясняется тем, что знаменитости, которые публично демонстрировали свой пирсинг или признались в его наличии в 1990-х годах, такие как Томми Ли, Кори Тейлор и Ленни Кравитц.

## Разновидности
- Стандартный прокол соска
- Множественный прокол соска
- Прокол соска большого диаметра

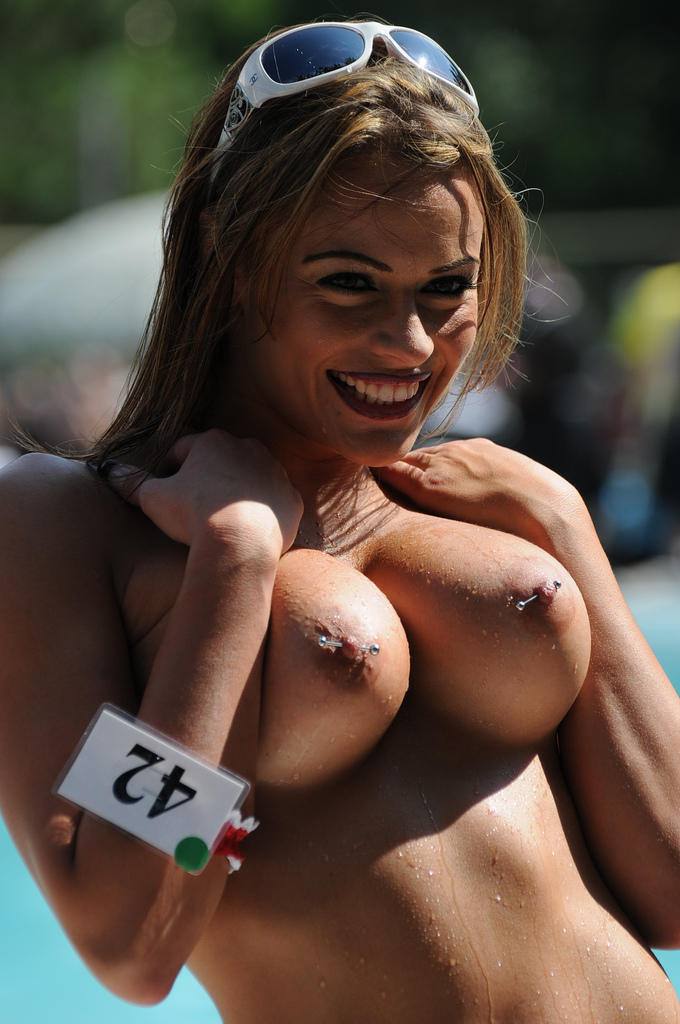
Горизонтальный пирсинг обоих сосков

По видам прокола и украшения пирсинг соска делится на такие категории:
- Пирсинг самого соска;
- Пирсинг ареола соска;
- Пирсинг, проходящий за соском;
- T-bar пирсинг соска;
- Карман соска (nipple pocketing);
- Тоннель соска;
- Комбинированный пирсинг соска;

По направлению прокола пирсинг соска делится на:
- Горизонтальный пирсинг соска;
- Вертикальный пирсинг соска;
- Диагональный пирсинг соска;
- Комбинированный пирсинг соска;

По количеству проколов пирсинг соска делится на:
- Единичный пирсинг соска;
- Множественный пирсинг соска;

Украшения используемые при пирсинге соска:
- Штанги;
- Изогнутые штанги;
- Кольца;
- T-bar украшения;
- Украшения для кармана соска (nipple pocketing);
- Специальные украшения для пирсинга соска;